# Waldemar Thrane
Waldemar Thrane (Noruega, 8 d'octubre de 1790 – 30 de desembre de 1828) fou un compositor, violinista i director d'orquestra noruec.
Va escriure la primera obra dramàtica la qual música és d'un caràcter verdaderament nacionalista, Una aventura en les muntanyes, retalls de la qual es feren populars i encara s'arriben a cantar avui dia. A més va compondre obertures, cantates, danses per a orquestra... i fou director de la Societat de Música i del Liceu Musical de Cristiania (avui Oslo).